# Тосенко, Пётр Васильевич
Пётр Васильевич Тосенко (24 ноября 1941, Ленинград — 27 июня 2013, Санкт-Петербург) — советский и российский гобоист, солист оркестра Ленинградского государственного Академического театра оперы и балета имени С. М. Кирова, заслуженного коллектива России Академического симфонического оркестра Ленинградской филармонии и оркестра Михайловского театра, лауреат Международного конкурса, преподаватель Санкт-Петербургской консерватории.

## Биография
В 1969 окончил Ленинградскую консерваторию по классу гобоя у профессора А. А. Паршина.
В 1965—1974 солист симфонического оркестра Ленинградского Академического театра оперы и балета им. Кирова. В 1966 в составе Квинтета деревянных духовых инструментов театра (В. Зверев (флейта), П. Тосенко (гобой), В. Гридчин (кларнет), И. Лифановский (валторна), С. Красавин (фагот)) был удостоен I премии и звания лауреата на Международном конкурсе ARD в Мюнхене.
В 1974—1995 артист Заслуженного коллектива России Академического симфонического оркестра Ленинградской филармонии п/у Евгения Мравинского. В 1995—2004 солист симфонического оркестра Михайловского театра.
В 1995 принимал участие в гала-концерте Пласидо Доминго в г. Турку (Финляндия).
С 1998 преподаватель музыкального колледжа им. Римского-Корсакова, с 2000 преподаватель Санкт-Петербургской консерватории (с 2006 старший преподаватель).

## Семья
- Брат — Тосенко, Дмитрий Васильевич (род. 1941) — музыкант, гобоист. Окончил Ленинградскую консерваторию, работал в оркестре Мариинского театра.

## Награды и звания
- Лауреат I премии Международного конкурса «ARD» (Мюнхен, 1977)